# Drax (Marvel Cinematic Universe)
Drax (také Drax Ničitel) je fiktivní postava z Marvel Cinematic Universe založená na stejnojmenné postavě z komiksů Marvel Comics, kterou ztvárnil Dave Bautista. Ve filmech je Drax válečníkem a členem Strážců galaxie, který se chce pomstít nejdříve Ronanovi a poté Thanosovi, za zabití jeho rodiny.
Od svého debutu ve filmu Strážci Galaxie se objevil v dalších pěti filmech, seriálech Co kdyby…?, kde ho namluvil herec Fred Tatasciore, a Já jsem Groot a speciálu Strážci Galaxie: Sváteční speciál.

## Fiktivní biografie

### Původ
Před rokem 2014 byl Draxův domovský svět napaden Thanosovou armádou pod velením Ronana. Ti zabili Draxovu rodinu a zajali Draxe, který byl následně podlán do vesmírného vězení Kyln.

### Spojení se s Strážci galaxie
V roce 2014 se ostatní Strážci poprvé setkali s Draxem ve vězení. Drax ve vězení zaútočí na Gamoru, jelikož je Thanosova adpotovaná dcera, ale Peter Quill ho přesvědčí, aby ji ušetřil výměnou za její schopnost přitáhnout k sobě Ronana, aby se Drax mohl pomstít. Drax proto pomůže ostatním uprchnout z vězení a doprovází je na planetu Kdovíkde, kde se pohádá s Rocketem a opilý vyšle signál, aby vyzval Ronana bojovat. Ronan následně přijde, porazí Draxe v boji a odejde s Kamenem moci. Drax se následně připojí ke Strážcům, aby ochránili planetu Xandar před Ronanovým útokem, který má díky Kameni moci, větší sílu. Poté, co Ronanova loď havaruje, Drax a Rocket zničí Ronanovu sekeru držící Kámen mocu a připojí se ke Quillovi a Gamoře, aby zničili Ronana.

### Bitva s Egem
Drax spolu se Strážci galaxie je později najat Sovereignany aby odrazili mimozemšťana útočícího na jejich cenné baterie, výměnou za získání Gamoriny sestry Nebuly. Poté, co porazí mimozemšťana, ale ukradnou baterie, jsou pronásledováni flotilou Sovereignanů. Po nouzovém přistání na neznámé planetě se setkají s Quillovým otcem Egem, který jim pomohl porazit Sorvereignany. Drax se rozhodne doprovodit Quilla a Gamoru na Egovu planetu, zatímco Rocket, Groot a Nebula zůstanou v lodi. Na Egově planetě se setkají s Egovou asistentkou Mantis. Později, když se Strážci dozvědí od Mantis o Egově pravém já, Drax se přidá k ostatním v boji s Egem, dokud na něj Quill nenasadí jetpack a nepošle ho pryč.

### Infinity War a Endgame
V roce 2018, Strážci zachytí tísňové volání z Thorovy zničené vesmírné lodi a najdou ho plovoucího ve vesmíru. Vezmou ho k sobě na loď, kde se poté rozdělí na dvě skupiny. Drax doprovází Quilla a Gamoru zpět na Kdovíkde, aby odvrátili Thanose od získání Kamene reality, ale zjistí, že Thanos se tam dostal dříve, pomocí Kamene zadrží Draxe s Mantis a Quillem, vezme Gamoru a odejde s ní. Později, při hledání Thanose a Gamory narazí Strážci na Thanosově planetě Titanu na Starka se Strangem a Parkerem. Po boji se nakonec domluví na společném plánu jak zastavit Thanose, ale celá skupina selže a Thanos odejde s částečně plnou Rukavicí nekonečna. Krátce na to se Drax rozpadne.
V roce 2023 je Drax obnoven k životu a je teleportován přes portál na Zemi do zničené základny Avengers, aby se připojil k bitvě proti alternativnímu Thanosovi a jeho armádě. Poté boji se Drax zúčastní Starkova pohřbu a spolu s ostatními strážci a Thorem odletí do vesmíru.

## Alternativní verze

### Co kdyby…?

#### Barman na Contraxii
V alternativním roce 2014 pracuje Drax jako barman na planetě Contraxia poté, co jeho domovský svět a rodinu zachránil před invazí Kree Star-Lord T'Challa.

#### Thorova párty
V alternativním roce 2011 se Drax zúčastnil Thorovy mezigalatické party na Zemi.

#### Výhra Ultrona
V alternativním roce 2015 je Drax spolu s ostatními Strážci zabit Ultronem na planetě Sovereign.

## Výskyt

### Filmy
- Strážci Galaxie
- Strážci Galaxie Vol. 2
- Avengers: Infinity War
- Avengers: Endgame
- Thor: Láska jako hrom
- Strážci Galaxie: Volume 3

### Seriály
- Co kdyby…?
- Já jsem Groot

### Speciály
- Strážci Galaxie: Sváteční speciál